# Яр (Ялуторовський район)
Яр (рос. Яр) — присілок у складі Ялуторовського району Тюменської області, Росія.
Населення — 393 особи (2010, 438 у 2002).
Національний склад станом на 2002 рік:
- татари — 95 %